# Laevicephalus
Laevicephalus är ett släkte av insekter. Laevicephalus ingår i familjen dvärgstritar.

## Dottertaxa tillLaevicephalus, i alfabetisk ordning[1]
- Laevicephalus acus
- Laevicephalus aridus
- Laevicephalus aurarius
- Laevicephalus austrinus
- Laevicephalus bison
- Laevicephalus bocanus
- Laevicephalus canyonensis
- Laevicephalus colladonus
- Laevicephalus convergens
- Laevicephalus curvus
- Laevicephalus exiguus
- Laevicephalus hamatus
- Laevicephalus harrisi
- Laevicephalus inconditus
- Laevicephalus incongruus
- Laevicephalus longus
- Laevicephalus melsheimerii
- Laevicephalus mexicanus
- Laevicephalus minimus
- Laevicephalus monticola
- Laevicephalus navajo
- Laevicephalus nosabe
- Laevicephalus obvius
- Laevicephalus omani
- Laevicephalus opalinus
- Laevicephalus parvulus
- Laevicephalus paulus
- Laevicephalus peronatus
- Laevicephalus poudris
- Laevicephalus pravus
- Laevicephalus pupa
- Laevicephalus salarius
- Laevicephalus saskatchewanensis
- Laevicephalus siclus
- Laevicephalus sylvestris
- Laevicephalus tantalus
- Laevicephalus tritus
- Laevicephalus unicoloratus
- Laevicephalus ustulatus
- Laevicephalus vafer
- Laevicephalus vannus
- Laevicephalus warnocki
- Laevicephalus verberatus